# حسین‌آباد (نائین)
حسین‌آباد یک روستا در ایران است که در بخش مرکزی شهرستان نائین استان اصفهان واقع شده‌است.